# Keltensiedlung Neubau
Die Keltensiedlung Neubau war eine spätlatènezeitliche Großsiedlung in der Ortschaft Neubau, deren Gebiet sich auf die beiden Gemeinden Hörsching und Traun in Oberösterreich erstreckt.

## Lage
Die Siedlung liegt direkt an der von Linz im Nordosten nach Wels im Südwesten führenden Wiener Bundesstraße B1, etwa einen Kilometer südöstlich des Flughafens Linz, auf einer nahezu ebenen Schotterterrasse, die sich vier Meter über der Niederterrasse der Traun erhebt.
Gemäß Grabungsfunden und Luftbildern umfasst die Siedlung eine Gesamtfläche von mindestens 15 Hektar. Sie gehört damit zu den keltischen Großsiedlungen und zu den größten bekannten Flachlandsiedlungen der La-Tène-Kultur in Österreich. Lediglich die Keltensiedlung Sandberg in Roseldorf in Niederösterreich ist größer.
Als ehemalige Nachbarsiedlungen sind die beiden keltischen Höhensiedlungen am Freinberg und am Kürnberg sowie nördlich der Donau das Oppidum von Gründberg zu nennen.

## Geschichte
Im Jahr 1939 erschloss der Kieselbaggerbetrieb Hermann Lehner für die Errichtung des Linzer Flughafens eine große Schottergrube in Neubau. Schon durch die ersten Abarbeitungen wurden urgeschichtliche Siedlungsschichten angeschnitten, die zwar gemeldet, kriegsbedingt aber nicht untersucht werden konnten.
Im September 1954 häuften sich die Funde in der Schottergrube „Lehner“, sodass der Firmeninhaber das Oberösterreichische Landesmuseum verständigte. 1955 führte Eduard Beninger erste großflächige Ausgrabungen in der Abbauzone der Schottergrube durch. Beninger befasste sich in seinen Auswertungen eingehend mit der Bau- und Konstruktionsweise der keltischen Häuser. Dabei wurde bald klar, dass es sich um Reste der bis dahin größten bekannten Spätlatènesiedlung Österreichs handelte.
In den Jahren 2005–2006 und 2008 begleitete das Bundesdenkmalamt den vierspurigen Ausbau der B1–Wiener Bundesstraße mit archäologischen Forschungen. Auf der knapp einen Hektar großen Grabungsfläche konnten über 1.300 durch Bodenverfärbungen angezeigte Besiedlungsfunde der mittleren und vor allem der jüngeren La-Tène-Kultur dokumentiert werden.

## Funde
Neben zahlreichen Pfostensetzungen befinden sich Reste von Dutzenden Grubenhäusern, Öfen und Brunnen im erforschten Siedlungsgebiet. Aus den Siedlungs- und Abfallgruben wurden etwa 140 Bananenschachteln voll mit Keramikbruchstücken und 60 Kartons mit Tierknochen geborgen. Unter den zahlreichen Kleinfunden befinden sich Geräte und Werkzeuge aus Eisen und Knochen, Schmuck aus Bronze und Eisen, Fragmente von Armreifen, Fibeln und Perlen aus färbigem Glas.
Über 550 erfasste keltische Münzen bedeuten den mit Abstand größten Münzfund in Oberösterreich (gefolgt vom Schatzfund in Obernberg am Inn mit 106 Stücken). Eine lokale Münzproduktion ist nicht nachweisbar, die aufgefundenen Tüpfelplatten zum Guss von Schrötlingen (Münzrohlingen) weisen aber darauf hin, dass mit der Herstellung von Münzen verbundene Tätigkeiten ausgeführt wurden. Zu den keltischen  Münzfunden kommen noch 11 Münzen aus der römischen Kaiserzeit.
Im südlichen Randbereich der Siedlung wurde darüber hinaus ein Gräberfeld der Urnenfelderkultur erforscht. Vor der Einfahrt zur Kaserne Hörsching wurden auch Hockergräber einer endneolithisch-frühbronzezeitlichen Siedlung gefunden.